# Chhate Dhunga
Chhate Dhunga – gaun wikas samiti we wschodniej części Nepalu w strefie Kośi w dystrykcie Terhathum. Według nepalskiego spisu powszechnego z 2001 roku liczył on 695 gospodarstw domowych i 3798 mieszkańców (1987 kobiet i 1811 mężczyzn).